# Plinovod
Plinovod je vrsta cjevovoda koji služi za transport i transport plinova od mjesta proizvodnje potrošača. Obično su izrađeni od metala ili plastike.
Najduži plinovod u Europi i svijetu je Jamal, koji vodi od zapadnog Sibira do Njemačke s dužinom od 4.196 kilometara.